# Рыжий самолёт
«Рыжий самолёт» (арм. Շեկ ինքնաթիռ) — драма 1975 года режиссёров Арнольда Агабабова и Аркадия Айрапетяна.

## Сюжет
Удачливый газетный фоторепортер Захар встречает случайно удивительную рыжеволосую девушку из поселка Ерофей Павлович и проводит с ней целый день. Девушка исчезает столь же внезапно, как и появилась, но оставляет в душе героя глубокий след.

## В ролях
- Карен Джанибекян — Захар
- Лаура Вартанян — Нара
- Светлана Переладова — Ия
- Артуш Гедакян — Сако
- Владимир Мсрян — эпизод
- Р. Варданян — эпизод
- Арусь Папян — эпизод
- Аркадий Тер-Казарян — эпизод
- Ашот Нерсесян — эпизод
- Мария-Роза Абусефян — эпизод
- Каджик Барсегян — эпизод
- Вреж Акопян — эпизод
- Александр Оганесян — эпизод

## Технические данные
- премьера — 13 мая 1976, Ереван
- на экранах с января 1977